# Rubber Johnny
A Rubber Johnny (Rubber Johnny) egy 2005-ben bemutatott Chris Cunningham által rendezett hatperces kísérleti rövidfilm és videóklip. A főszereplő neve Rubber Johnny, ami a brit szlengben kb. a kondom megfelelője. A DVD változat mellékletként egy könyvet is tartalmazott, amelyben a filmhez kapcsolódó képek, fotók és rajzok stb. találhatóak.
A film ötlete Chris Cunningham fejéből pattant ki. A filmben Johnny (akit a rendező alakít) egy elszigetelt nyomorék (esetleg vízfejű) tinédzser, aki tolószékben él egy sötét alagsorban a kutyájával.
A filmet eredetileg egy tv-reklámba szánták, Aphex Twin drukqs című lemezéhez. Végül Cunningham elképzelése hosszabbra sikeredett. A filmet részben kézi kamerával vették fel.

## Történet
|  | Alább a cselekmény részletei következnek! |

A film egy orvosi beszélgetéssel kezdődik, ami nem túl sikeres, mert Johnny pusztán gügyögve reagál. Egy adott pontban Johnny abbahagyja az összefüggéstelen gügyögést; amikor említik anyját azt mondogatja, hogy: "Mamma!". Az orvos megkérdezi tőle, hogy szeretné-e, hogy az anyja bejöjjön hozzá. Amikor az anyja bejön, elkezd kiabálni, ezért be kell adni neki egy altató-injekciót.
A jelenet után egy fluoreszkáló lámpát láthatunk, utána egy egeret, majd a film címét, melyet egy kondomra írtak rá, amit éppen egy péniszről húznak le.
Ezután Johnny chihuahua kutyáját láthatjuk, ahogy iszik, megnyalja a szája szélét, majd a kamerába mered. Johnny következik, ahogy esetlenül ül a tolószékében, túlméretezett feje hátrahanyatlik. Johnny egy torzult "Aphex"-t morog. Itt elkezdődik az Aphex Twin szám (melynek címe: afx237 v7), amire a fiú a maga módján kutyája társaságában táncol.
Hirtelen egy ajtó nyílik és valaki megzavarja (feltehetően az apja az). Kiabálnak vele, ezt csendben tűri, amíg becsapják az ajtót.
Miután az apja elmegy, Johnny tekintélyes mennyiségű fehér port szippant fel. A videó ennél a jelenetnél egyfajta érzékcsalódássá változik, melyet talán csak különböző tudatmódosítókat használó egyének láthatnak (köztudott, hogy maga Aphex Twin sem veti meg ezeket a szereket). A por nem csak Johnny-ra, hanem az egész videóra is hatással van. A zene az eredeti számnál gyorsabb, szétszabdaltabb remixé válik, Johnny elbújik az ajtó mögé, így kerüli el a fehér fénysugarakat. Később az arca nagy sebességgel belevágódik egy üvegtáblába, melynek másik oldaláról a kamera rögzíti a jelenetet.
Ezután az apja ismét megzavarja, "kibaszott hülyének" nevezi Johnny-t, majd becsapja az ajtót. A videó Johnny gügyögésével végződik, amit kutyájának szán.

## Szereplők
- Johnny (Chris Cunningham)
- Kutya (Elvis a kutya)
- Johnny apjának hangja (Percy Rutterford)

## Külső hivatkozások
- Rubber Johnny az Internet Movie Database oldalon (angolul)

## Fordítás
- Ez a szócikk részben vagy egészben  a   Rubber_Johnny című angol Wikipédia-szócikk fordításán alapul.  Az eredeti cikk szerkesztőit annak laptörténete sorolja fel. Ez a jelzés csupán a megfogalmazás eredetét és a szerzői jogokat jelzi, nem szolgál a cikkben szereplő információk forrásmegjelöléseként.